# 藤岡市立藤岡第二小学校
藤岡市立藤岡第二小学校（ふじおかしりつ ふじおかだいにしょうがっこう）は、群馬県藤岡市にある市立小学校。

## 所在地
- 群馬県藤岡市藤岡991番地

## 沿革
- 1959年（昭和34年）4月1日 - 藤岡市立藤岡小学校を二分し、藤岡第二小学校を創設。
- 1960年（昭和35年）4月1日 - 学校区を旭町、相生町、仲町、七丁目、宮本町、小桜町、緑町に決定。
- 1961年（昭和36年）10月12日 - 藤岡991番地（現在地）に新校舎建設着工。
- 1962年（昭和37年）
  - 4月20日 - 校歌・校章制定。
  - 7月12日 - 校舎竣工。
  - 7月14日 - 新校舎へ移転。
- 1968年（昭和43年）2月7日 - PTAでテレビ放送設備等整備。
- 1973年（昭和48年）
  - 4月7日 - 児童急増によりプレハブ教室設置。
  - 11月14日 - 校舎北側、校庭造成工事開始。
- 1974年（昭和49年）5月29日 - 南校舎が新築竣工。
- 1978年（昭和53年）
  - 1月7日 - 本校舎改築のため、仮教場（旧第一小跡）へ移転。
  - 4月1日 - 分校として言語教室を設置開始。
  - 5月14日 - 校舎改修工事終了。
  - 8月25日 - プレハブ校舎解体、体育館建設工事開始。
- 1979年（昭和54年）
  - 3月20日 - 校舎改修工事及び体育館竣工記念式典挙行。
  - 8月4日 - プール竣工。
- 1980年（昭和55年）9月30日 - 南校庭整備。
- 1981年（昭和56年）
  - 3月25日 - 放送設備等整備。
  - 8月4日 - 体育館器具庫新設。
- 1982年（昭和57年）
  - 3月25日 - ボイラー、トイレ大改修。
  - 12月25日 - ジャングルジム設置。
- 1984年（昭和59年）
  - 3月27日 - 校旗作成。
  - 7月14日 - 創立25周年記念式典挙行、記念碑（母子像）建立。旧藤岡小学校鬼瓦を正面玄関に設置する。
- 1985年（昭和60年）8月13日 - 日航機事故の遭難者遺族の待機所となる。
- 1986年（昭和61年）11月1日 - 校歌碑建立。
- 1987年（昭和62年）7月1日 - 国旗等掲揚塔（4基）建立。
- 1988年（昭和63年）8月1日 - 校庭に体育遊具を増設する。
- 1991年（平成3年）5月24日 - 「自然生活園」を設置。生活科への対応を図る。
- 1993年（平成5年）8月31日 - 校舎改修工事着工（3カ年計画）及び校舎前歩道整備。
- 1994年（平成6年）
  - 3月28日 - 「なかよしこよし」像、校舎前に建立。
  - 9月1日 - 「小さな魂の墓」建立並びに「岩石園」改修。
- 1995年（平成7年）9月16日 - 校舎改修工事竣工に伴う記念式典開催。
- 1996年（平成8年）
  - 2月21日 - グランドピアノ、体育館に設置。
  - 3月11日 - 体育館ステージ緞帳新調。
- 2000年（平成12年）4月1日 - 県社会福祉協議会より社会福祉協力校に指定される。
- 2001年（平成13年）8月 - 図書室の拡張。
- 2003年（平成15年）
  - 1月 - 校庭遊具（ぶらんこ、滑り台）新規入替。
  - 9月 - 南校舎へパソコン室設置。
- 2004年（平成16年）
  - 2月 - プール大改修。
  - 7月21日 - 雨水・下水道分離排水処理工事。
- 2005年（平成17年）
  - 3月17日 - 卒業記念に山茶花100本植樹。
  - 12月25日 - 校庭遊具（雲梯）新規入替。
- 2008年（平成20年）3月24日 - 卒業記念として北校舎校庭側の壁面に大時計を設置。
- 2009年（平成21年）
  - 1月13日 - 藤岡市スクールネット学校連絡メール開始。
  - 3月31日 - 北校舎耐震工事終了。
- 2010年（平成22年）3月16日 - 南校舎大改修・体育館改築工事終了。創立50周年記念式典挙行。
- 2011年（平成23年）1月10日 - 前校庭滑り台設置。
- 2012年（平成24年）
  - 5月29日 - 通学路の安全対策推進事業に着手。
  - 12月28日 - 玄関の床面改修。
- 2013年（平成25年）
  - 3月29日 - 玄関ドア指挟防止カバー設置。
  - 6月7日 - 給食搬入通路フェンス設置。
  - 7月30日 - 給食コンテナ室前を舗装工事。
- 2014年（平成26年）10月6日 - ユネスコスクール登録（「藤岡瓦･鬼瓦に学ぶ」）。
- 2015年（平成27年）
  - 3月2日 - ジャングルジム取り替え工事。
  - 3月9日 - プール周囲改修工事、 廊下フック設置。
- 2016年（平成28年）
  - 1月6日 - バックネット撤去工事。
  - 4月11日 - ブランコ・滑り台塗装。

## 学区
- 藤岡の一部・上栗須の一部・篠塚の一部[1]（行政区:第6区、第7区、第9区、第10区、第12区、第13区、第14区、第15区、第39区の一部、第46区の一部[2]）

## 周辺
- 群馬県道30号寺尾藤岡線

## アクセス
- JR八高線群馬藤岡駅から、徒歩約1.1km・約16分。